# 甘泉县 (江苏省)
甘泉县，中国清朝时设置的县，在今江苏省扬州市境内。
雍正九年（1731年）析江都县置，治所在今江苏扬州市邗江区甘泉街道，属扬州府。1912年，甘泉县并入江都县。
在抗日战争和第二次国共内战期间，高邮县湖西地区曾先后属天高县（天长县和三河以南高邮湖以西的原宝应县第七区、高邮县第八区，今属金湖县）、甘泉县等县。1942年（民国31年）8月，天长秦栏镇、仁和镇与高邮的菱塘乡、送驾乡等10多个乡合建为水南办事处，属坝淮南苏皖边区行政公署。民国32年2月属东南县，6月改属新建的甘泉县。甘泉作为县名曾短暂在扬州地区恢复。